# Mary-Sophie Harvey
Mary-Sophie Harvey (Laval, 11 agosto 1999) è una nuotatrice canadese, vincitrice di tre medaglie di bronzo di mondiali in vasca lunga e di altre sette (tre d'argento e quattro di bronzo) ai campionati mondiali in vasca corta.

## Palmarès
- Mondiali

Budapest 2022: bronzo nella 4x200m sl.
Fukuoka 2023: bronzo nella 4x100m misti.
Singapore 2025: bronzo nei 200m misti.
- Mondiali in vasca corta

Melbourne 2022: argento nella 4x200m sl, bronzo nella 4x100m sl.
Budapest 2024: argento nei 200m sl e nella 4x50m sl mista, bronzo nei 400m sl, nella 4x100m sl e nella 4x100m misti mista.
- Giochi panamericani

Lima 2019: argento nei 200m farfalla, nella 4x200m sl e nella 4x100m misti, bronzo nei 400m misti.
Santiago del Cile 2023: oro nei 200m sl, nella 4x100m sl e nella 4x100m misti, argento nei 200m misti e nella 4x100m misti mista, bronzo nella 4x200m sl e nella 4x100m sl mista.
- Giochi del Commonwealth

Birmingham 2022: argento nella 4x200m sl, bronzo nella 4x100m sl mista.
- Mondiali giovanili

Singapore 2015: argento nei 200m misti e nella 4x200m sl, bronzo nella 4x100m sl.